# Kawase Hasui

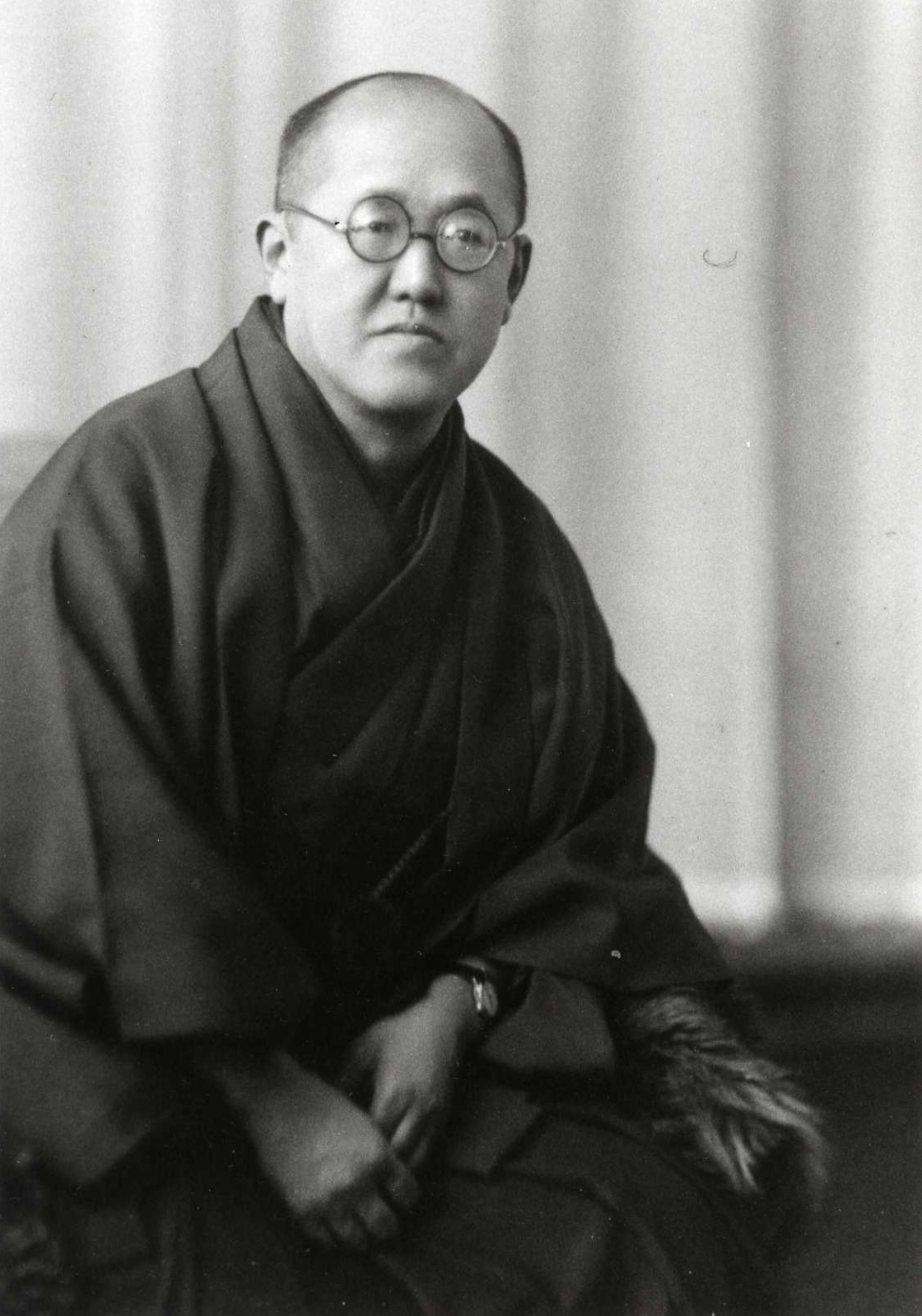
Kawase Hasui, 1939

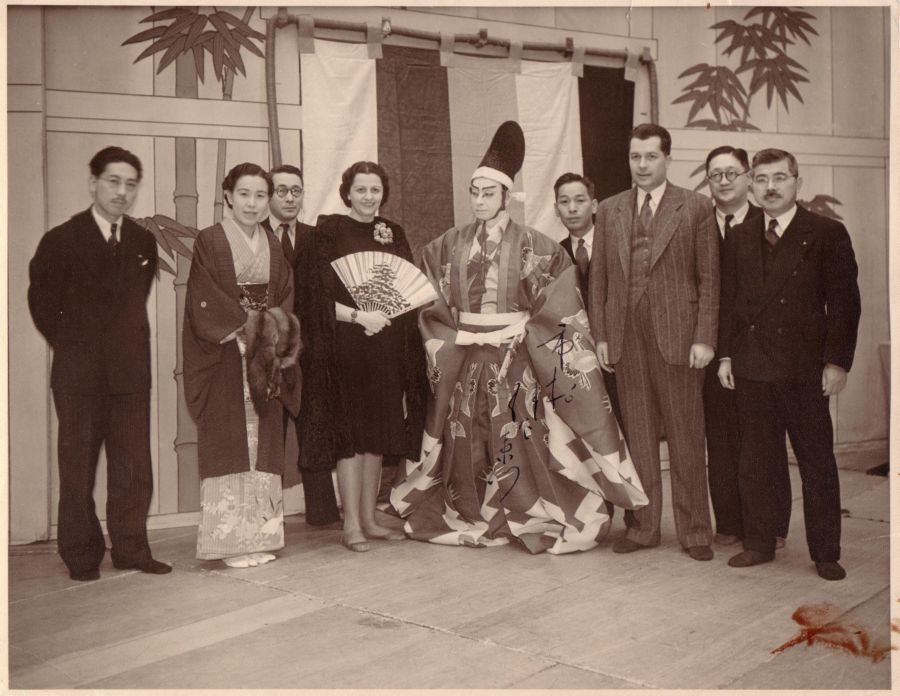
Kawase Hasui, dritter von links

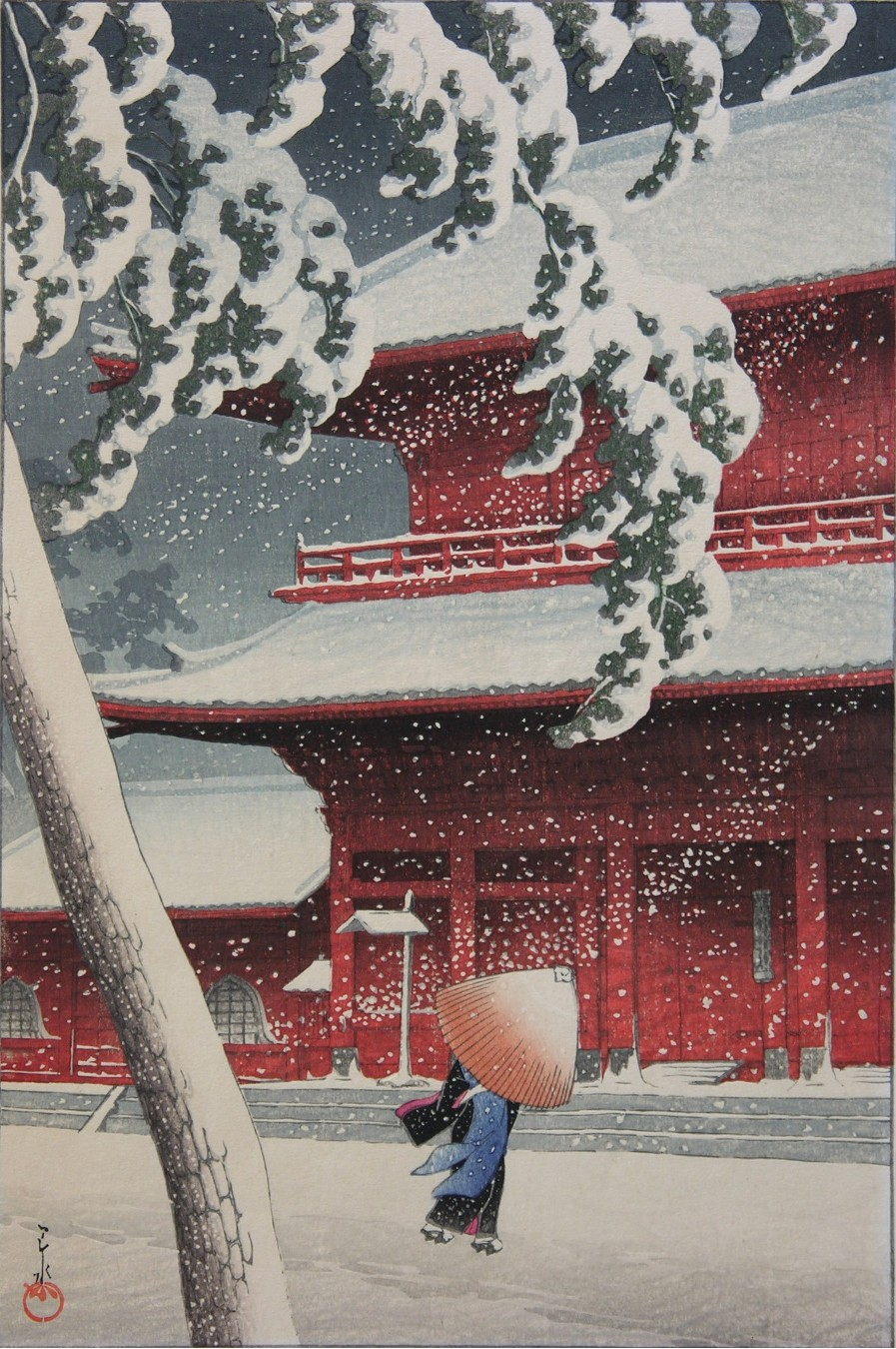
"Zōjōji in Shiba" (1925)

Kawase Hasui (japanisch 川瀬 巴水; * 18. Mai 1883 in Tokio; † 7. November 1957) war ein Meister des japanischen Holzschnitts der Shin-Hanga-Bewegung. Kurz vor seinem Tode wurde Hasui Kawase 1956 von der japanischen Regierung ausgezeichnet.

## Biografie

### Jugend und Ausbildung
Hasui wurde unter dem Namen Bunjiro am 18. Mai 1883 in Tokio als Sohn einer Kaufmannsfamilie geboren. Als Kind lernte Hasui im westlichen Stil zu malen. Sein erster Lehrer war Saburosuke Okada, der ihm die Techniken der Aquarall- und der Ölmalerei beibrachte. Hasuis Familie war über seine künstlerischen Ambitionen nicht sehr erfreut und versuchte, seinen künstlerischen Werdegang zu verhindern.
Die Schule hatte Hasui dennoch bereits im Alter von 12 Jahren verlassen und nahm zunächst beim Maler Aoyagi Bokusen Unterricht. Das Versprechen, das Familienunternehmen später weiter zu führen, machte dann auch eine Ausbildung bei Araki Kan'yu möglich. Erst die Heirat seiner Schwester Aya mit einem Ladenangestellten erlaubte Hasui schließlich, sich gänzlich der Kunst zuzuwenden.

### Studium
Mit 26 versuchte Kawase Hasui zum ersten Mal, in die Werkstatt des großen Meisters der traditionellen japanischen Schule Kaburagi Kiyokata (1878–1972) einzutreten. Zunächst abgelehnt, gelang es ihm beim nächsten Versuch zwei Jahre später. Kiyokata erkannte bald Hasuis Talent und machte ihn mit Watanabe Shōzaburō bekannt.

### Zusammenarbeit mit Watanabe
Kawase Hasui pflegte eine enge und lebenslange Zusammenarbeit mit dem Verleger Watanabe Shōzaburō (1885–1962), dem Gründer der Shin Hanga Bewegung. Er war es, der die hohe Kunst des japanischen Farbholzschnitts vor dem Aussterben bewahrt hat, indem er verarmte Künstler mit Aufträgen versorgte. Die Fotografie und moderne Druckverfahren hatten den Farbholzschnitt als Reproduktionstechnik überflüssig gemacht, doch die Entdeckung des künstlerischen Wertes der Holzschnitte bot eine Chance. Mehr als 100 Holzschnitte hatte Watanabe von Kawase verlegt. Dann vernichtete ein Brand nach einem Erdbeben 1923 alle Arbeiten und die dazugehörigen Druckstöcke, so dass Watanabe wieder von vorne beginnen musste. Auf über 400 Holzschnitte von Kawase brachte es Watanabe bis zum Tod des Künstlers.

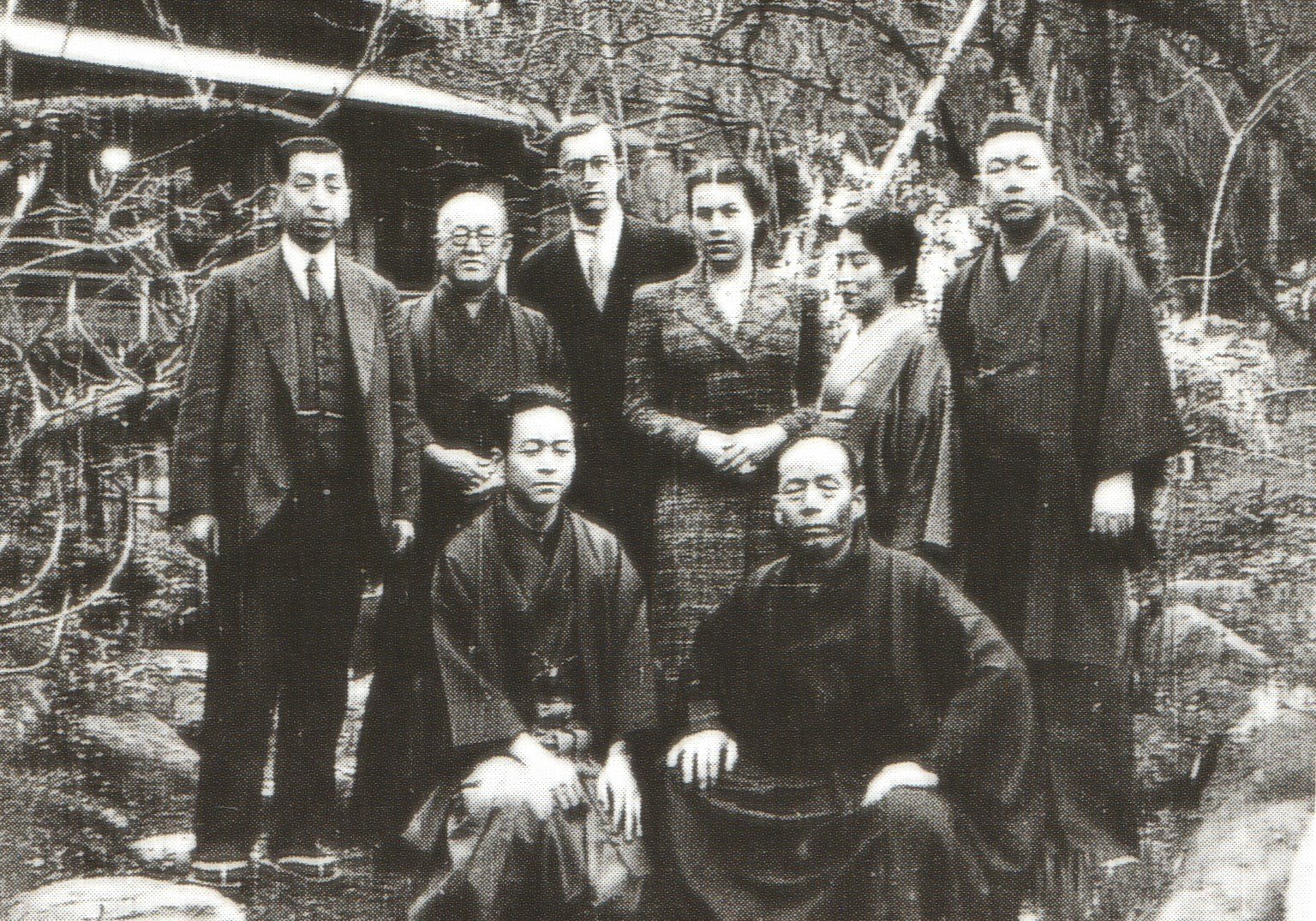
Im Garten von Itō Shinsui in Tōkyō. Links nach rechts, hintere Reihe: Moriyama Tesutaro (Assistent des Verlegers Watanabe); Kawase Hasui, Sammler Robert O. Muller, Inge Muller, Itō Shinsui und Itō Yoshiko. Links nach rechts, vordere Reihe: Kasamatsu Shirō und Verleger Watanabe Shōzaburō, April 1940

## Stil
Kawase Hasui entwickelte sich zu einem Meister der Atmosphäre. Menschliche Figuren tauchen selten und häufig vereinzelt, ja nahezu vereinsamt, in seinen Bildern auf. Die Kunst Kawases ist von traditionellen Landschaften und Stadtansichten geprägt. Seine Ansichten durch alle Jahreszeiten hindurch sind stets von kompositorischer Klarheit und poetischer Wirkung gekennzeichnet.
Ein Beispiel dieser Kunst Kawases ist der Farbholzschnitt aus dem Jahre 1933 Sendai Yamadera Tempel (Berg Tempel in Sendai), welcher am 18. September 2008 bei Christie’s in New York einen Käufer fand.